# 陳叔重
陈叔重（?—?），字子厚，南陈高宗宣帝陈顼第十四子，母吴姬，封始兴王。

## 母
吴姬，陈宣帝的妃嫔。

## 生平
陈叔重性情质朴，没有什么伎艺。太建十四年（582年）正月，高宗驾崩，他二哥始兴王陈叔陵为逆伏诛，陈叔宝立陈叔重为始兴王，以奉始兴昭烈王陈道谭之后。至德元年（583年）二月，为仁威将军、扬州刺史，置佐史。二年（584年）五月，加使持节、都督江州诸军事、江州刺史。陈后主祯明三年（589年）陈朝灭亡后，被隋朝迁入关中。大业年间为太府少卿，不久去世。

## 资料来源
- 《陈书·列传第二十二》

1. ↑  《陳書·卷六》：丁卯，立弟叔重為始興王，奉昭烈王祀。
2. ↑  《陳書·卷六》：二月丁丑，以始興王叔重為揚州刺史。